# Catedral de Ciudad Juárez
La catedral de Ciudad Juárez, dedicada a la Virgen de Guadalupe, se ubica en la ciudad fronteriza del estado de Chihuahua, en la zona denominada Centro Histórico. Fue levantada a mediados de la segunda mitad del siglo XX y se encuentra anexa a la antigua, y todavía conservada, misión franciscana, fundada en el siglo XVII, en el entonces Paso del Norte.

## Historia

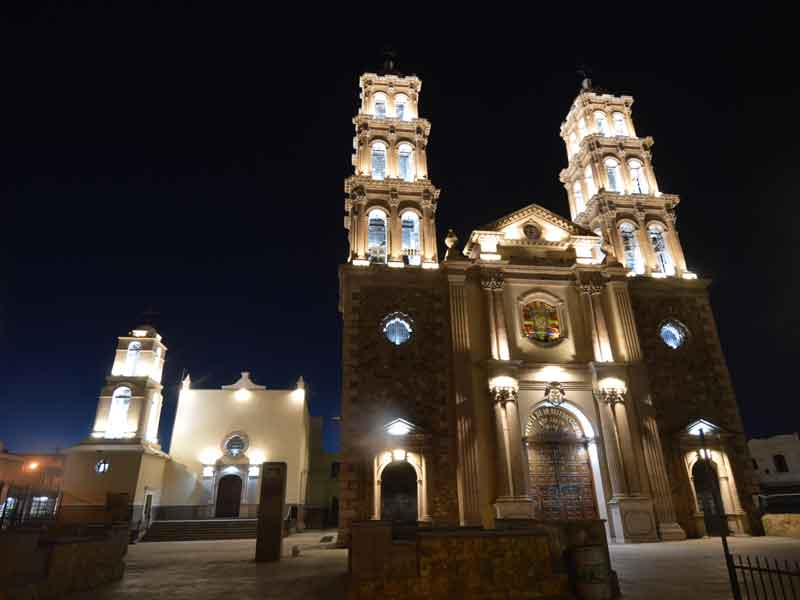

El primer templo de la zona, que todavía se conserva, fue levantado por la orden de los franciscanos quienes empezaron a evangelizar a los nativos. El 8 de diciembre de 1659 Fray García de San Francisco fundó la Misión de Guadalupe de los Mansos en el Paso del río del Norte. El lugar llegó a tomar importancia, ya que llegó a ser capital del reino de Nuevo México, de 1681 a 1693.
Con el crecimiento de la ciudad, ya entrado el siglo XX, a iniciativa del padre Baudelio Pelayo, anexo al templo se levantó la nueva catedral. Ésta se consagró en el año de 1941.
Concluida la edificación en el año de 1957, se designó sede de la diócesis de Ciudad Juárez.

## El edificio

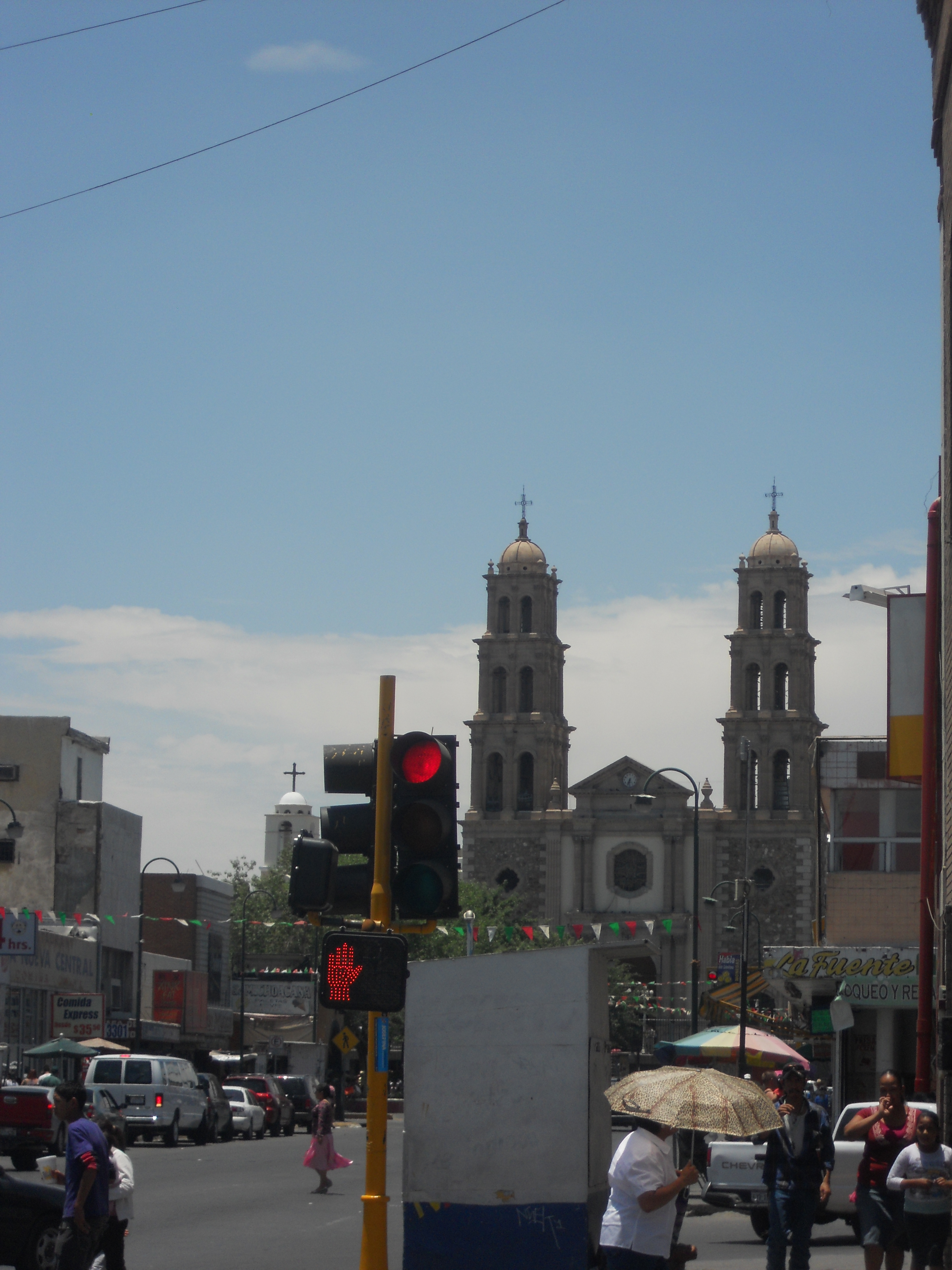
Vista de la catedral desde la calle 16 de Septiembre

El edificio consta de una sola nave. El exterior, de estilo neoclásico, contrasta con el decorado del interior, muy austero.
La portada principal tiene dos cuerpos: el primero, presenta dos pares de columnas estriadas, de capitel corintio, que enmarcan el arco de acceso, de medio punto; el segundo presenta otros dos pares de columnas, también corintias que enmarcan la ventana hexagonal del coro. Gruesas pilastras estriadas enmarcan los cuerpos, los cuales sostienen un frontón triangular, con un reloj en el centro de éste.
Las dos torres, de tres cuerpos, son flanqueadas por columnas de fuste estriado. No se terminaron antes de la consagración del templo, sino hasta 1957.

### El interior
Muy austero, fue redecorado después de que un incendio destruyó el original, hacia finales de la década de los 1970. De corte moderno, destaca su vitral. Sufrió una remodelación posterior durante la primera década del siglo XXI.

## La Misión de Nuestra Señora de Guadalupe
Fue llamada "La Reina de las Misiones" por el historiador Cleofas Calleros, ya que fue la primera misión en la zona. Fue fundada el 8 de diciembre de 1659 por Fray García de San Francisco y terminada el 15 de enero de 1668. Desde este lugar se procedió a la evangelización de los indígenas de la zona.